# Pozuelo del Páramo
Pozuelo del Páramo település Spanyolországban, León tartományban. Lakosainak száma 392 fő (2024).

## Földrajza
Pozuelo del Páramo Roperuelos del Páramo, La Antigua, Matilla de Arzón, San Adrián del Valle, Maire de Castroponce és Alija del Infantado községekkel határos.

## Népesség
A település lakosságának változását az alábbi diagram mutatja:
| Lakosok száma | 625  | 559  | 538  | 505  | 519  | 493  | 455  | 431  | 408  | 392  |
|               | 2001 | 2004 | 2007 | 2009 | 2012 | 2014 | 2017 | 2019 | 2022 | 2024 |